# 17035 Velichko
Velichko (asteróide 17035) é um asteróide da cintura principal, a 2,0831751 UA. Possui uma excentricidade de 0,1472604 e um período orbital de 1 394,63 dias (3,82 anos).
Velichko tem uma velocidade orbital média de 19,05627753 km/s e uma inclinação de 6,24355º.
Este asteróide foi descoberto em 22 de Março de 1999 por LONEOS.